# 74er (Politik)
Als 74er-Gruppe werden wichtige CSU-Politiker bezeichnet, die 1974 erstmals in den Bayerischen Landtag gewählt wurden.
Auf die Bezeichnung spielt auch der Name der 94er-Gruppe um Markus Söder, Joachim Herrmann, Helmut Brunner und Thomas Kreuzer an.

## Personen
Zu der Gruppe zählen:
- Edmund Stoiber, von 1993 bis 2007 Bayerischer Ministerpräsident und von 1999 bis 2007 CSU-Vorsitzender
- Otto Wiesheu, von 1993 bis 2005 Bayerischer Wirtschaftsminister
- Günther Beckstein, von 1993 bis 2007 Bayerischer Innenminister und von 2007 bis 2008 Bayerischer Ministerpräsident
- Thomas Goppel, von 1994 bis 1998 Bayerischer Umweltminister und von 2003 bis 2008 Bayerischer Wissenschaftsminister
- Hans Zehetmair, von 1989 bis 2003 Bayerischer Wissenschaftsminister
- Kurt Faltlhauser, von 1995 bis 1998 Bayerischer Staatsminister und Leiter der Staatskanzlei und von 1998 bis 2007 Bayerischer Staatsminister der Finanzen
- Hans Spitzner, Staatssekretär und stellvertretender Fraktionsvorsitzender